# Allende (famiglia)
La famiglia Allende del Cile di origine basca, si fece conoscere nel diciannovesimo secolo ma divenne importante e determinante per la storia del paese nel ventesimo secolo. I suoi membri più noti sono:
- Ramón Allende Padin, capo del Corpo medico militare cileno durante la guerra del Pacifico (1879 - 1884) e politico
- Salvador Allende Castro, avvocato e politico cileno
- Salvador Allende Gossens, politico cileno e presidente del Cile (1970 - 1973)
- Hortensia Bussi Soto, First Lady di Salvador Allende (1970 - 1973)
- Deputata Laura Allende Gossens, politico cileno
- Deputata Isabel Allende Bussi, politico cileno
- Beatriz Allende Bussi, rivoluzionaria cilena
- Andrés Pascal Allende, rivoluzionario cileno e terrorista
- Deputata Denise Pascal Allende, politico cileno
- Isabel Allende Llona, scrittrice cilena
- Juan Allende Llona, professore di scienze politiche